# Graine d'intérieur
Graine d’intérieur est une ancienne chaîne de magasins d'origine française qui commercialisait des produits d’ameublement et des objets de décoration, pour la plupart fabriqués en quantité limitée appartenant à la société Orval.

## Histoire
En 1997, le premier magasin de la chaîne ouvre à Saint-Germain-des-Prés.
Quatre personnes sont à l'origine de ce lancement dont l’actuel dirigeant du groupe Graine d’intérieur, Jean-Marc Vauclin, ex-franchisé du groupe Fly.
D'autres magasins Graine d’intérieur ont ouvert dans les années suivantes à Paris et en province (le dernier en date étant celui de Lyon). Jusqu'en 2012 on les trouve également dans les centres commerciaux des métropoles françaises. La liquidation judiciaire de la société Orval, propriétaire de la marque, a été prononcée le 25 octobre 2012. Les magasins de la marque ont été fermés.

## Produits
La stratégie marketing de l'entreprise consiste à proposer des produits en quantité limitée afin de renouveler le plus possible les gammes. Certains créateurs spécialisés dans le design sont sollicités pour concevoir des produits personnalisés, pour devenir ensuite des pièces uniques proposées dans les points de vente. 
Graine d’intérieur propose des gammes de produits divers et spécialisés dans l’ameublement et la décoration d’intérieur : canapés, tables, commodes, coiffeuses, mais aussi des objets de décoration, des luminaires ou encore des bougies parfumées et autres senteurs. Un des concepts de l'enseigne est de décliner dans différentes couleurs certaines gammes de leurs produits afin de proposer aux clients différentes atmosphères.